# Keyboard Cat

Fatso, alias le « Keyboard Cat » (en français, le « Chat au clavier »), est un mème Internet provenant d'une vidéo humoristique créée en 1984 et ayant comme personnage principal un chat jouant du piano.
Dans cette vidéo, le chat, vêtu d'un tee-shirt bleu, est vu en train de jouer un morceau de musique sur un piano électrique. En réalité, le morceau était joué par Charlie Schmidt, le propriétaire du chat, qui avait la main cachée dans le t-shirt de l'animal.

## Historique

Icône reprenant la pose de Keyboard Cat au clavier dans la vidéo.

Bien que la vidéo ait été enregistrée en 1984, elle n'a été publiée sur internet que vingt ans plus tard, en 2004, sur le site personnel de Charlie Schmidt. Fatso, le chat, est mort en 1987.
Le 7 juin 2007, le clip est téléversé sur YouTube sous le titre de « Charlie schmidt's "cool cat" » (le chat cool de Charlie schmidt).
Le 2 février 2009, Brad'O Farell publie la première version de ce qui va très rapidement devenir un phénomène internet : une vidéo intitulée « Play him off, Keyboard Cat ». La vidéo consiste à mixer une vidéo de fail avec la vidéo du Keyboard Cat, afin d'accentuer l'effet comique de l'erreur.
L'idée est reprise par de nombreux internautes, et toutes les vidéos de Play him off Keyboard Cat contribuent à la popularité de la vidéo originale. C'est pourquoi, en octobre 2009, la vidéo originale de Charlie Schmidt est la seconde vidéo virale la plus propagée, selon la chaine de télévision Current TV.

## Vidéos

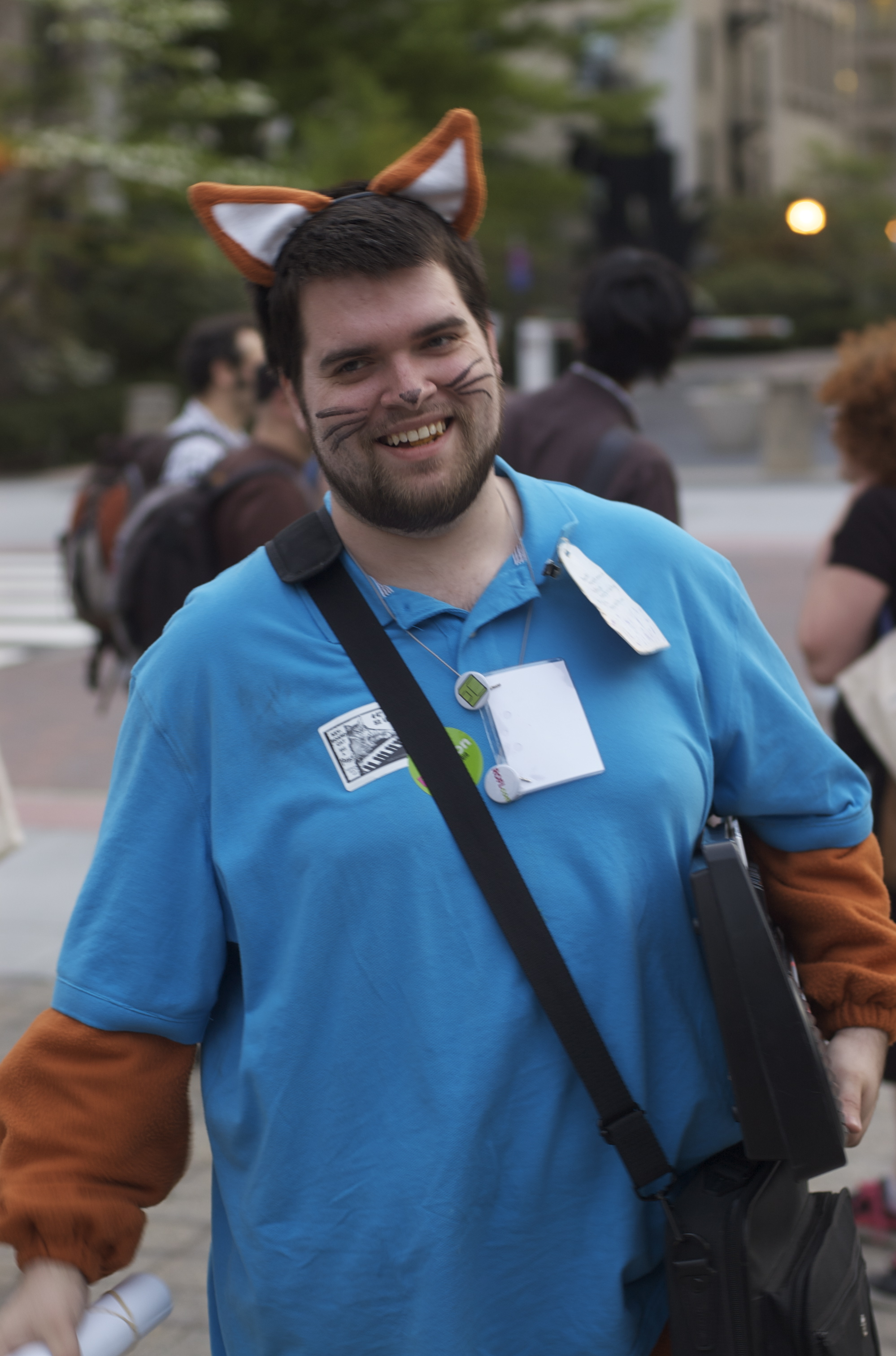
Brad O'Farrell à la ROFLConvention.

La vidéo originale, publiée sur YouTube a été vue plus de soixante millions de fois depuis sa publication en juin 2007.
La première vidéo modifiée, intitulée « Play Him Off, Keyboard Cat » a été créée par Brad O'Farrell, qui a demandé la permission à Schmidt d'utiliser sa vidéo et en a obtenu la libération complète, ce qui fait que n'importe qui est autorisé à utiliser les images et le son de la vidéo sans devoir demander la permission a Schmidt,,,.
Actuellement, plus de cent vidéos modifiées de ce type existent, avec un site web consacré à leur partage.
Les vingt-cinq premières secondes de la vidéo donnent à penser que Charlie Schmidt s'est inspiré d'une musique du célèbre jeu vidéo Dragon's Lair, sortie en 1983. Cette même musique est flagrante sur la version Game boy du jeu, sortie en 1991, à l'écran Hall of fame juste après le Game over.

## Dans la culture populaire
C'est par Stephen Colbert, le 18 mai 2009, lors d'une interview dans le The Daily Show, que fut mentionné pour la première fois le Keyboard Cat dans un média à grande audience. Depuis, la vidéo originale et les vidéos « Play him off Keyboard Cat » ont été mentionnées par différents médias de masse, comme ceux des jeux vidéo, la presse en ligne, la télévision, etc.
- Aux MTV Movie Awards, le monologue d'ouverture d'Andy Samberg conseillait aux nommés de ne pas parler trop longtemps, sans quoi ils risquaient d'être joués par Keyboard Cat[13].
- Dans le jeu Scribblenauts paru sur Nintendo DS, au cours duquel le joueur peut invoquer de nombreux objets qui l'aideront à résoudre des énigmes, il est possible d'appeler plusieurs mèmes, dont Keyboard Cat[14]. Certains considèrent que la médiatisation qu'a connu ce jeu est partiellement liée à la popularité du Keyboard Cat[15].
- Dans l'annonce faite par Blizzard Entertainment lors de la sortie de World of Warcraft: Cataclysm, un easter egg montre le principal antagoniste, Aile-de-Mort jouant du piano électrique, sous-titré Play them off, death wing[16].
- Une vidéo teaser humoristique du jeu Splinter Cell:Conviction d'Ubisoft, intitulée Play Him Off, Keyboard Sam montre un chat, déguisé en Sam Fisher jouant au piano le thème musical de la vidéo, avant d'être agressé par des soldats futuristes, que le vrai Sam prendra de revers et menacera avec son arme[17].
- L'acteur Kato Kaelin s'est déguisé en Fatso, et a reproduit la vidéo dans un des épisodes de Tosh.0 (en), intitulé Keyboard Kato[18].
- La version Xbox Live Arcade de Earthworm Jim propose un contenu additionnel — dont un boss — inspiré par Keyboard Cat[19].
- Il existe une application pour iPhone nommée Cat Piano[20]
- Une version 8 bits de la vidéo a été créée par un fan[21]
- Dans le téléfilm Desperate Lives (en) (1982) avec Helen Hunt, Keyboard Cat apparaît à un personnage qui tombe d'une fenêtre à la suite d'une surdose, l'idée étant de montrer les effets de l'abus de drogue.
- En 2010, Charlie Schmidt publie une nouvelle vidéo : Keyboard Cat Reincarnated, dans laquelle un autre chat (Bento) joue du piano et de la batterie[22].
- En 2011, une publicité pour des pistaches, reprenant Keyboard Cat, est diffusée à la télévision française[23].
- Dans la série The IT Crowd, saison 4 épisode 3, Roy porte un T-shirt noir avec le Keyboard Cat.